# Erika Kasahara
Erika Kasahara (jap. 笠原 江梨香, Kasahara Erika; * 3. Oktober 1990 in Itō) ist eine japanische Taekwondoin. Sie startet in der Gewichtsklasse bis 49 Kilogramm.
Ihre ersten internationalen Titelkämpfe bestritt Kasahara bei der Asienmeisterschaft 2008 in Henan. Im folgenden Jahr nahm sie in Kopenhagen erstmals an der Weltmeisterschaft teil. In der Klasse bis 49 Kilogramm erreichte sie das Achtelfinale. Ihre erste internationale Medaille gewann sie mit Silber bei der Asienmeisterschaft 2010 in Astana. Kasahara konnte bei der Weltmeisterschaft 2011 in Gyeongju erneut das Achtelfinale erreichen. Beim asiatischen Olympiaqualifikationsturnier in Bangkok zog sie in der Klasse bis 49 Kilogramm ins Finale gegen Chanatip Sonkham ein und qualifizierte sich für die Olympischen Spiele 2012 in London. Dort kam sie auf den siebten Platz.
Kasahara studiert an der Daitō-Bunka-Universität. Sie nahm an zwei Universiaden teil, ihr bestes Ergebnis war der Einzug ins Viertelfinale im Jahr 2009.